# Emphysemastix congdoni
Emphysemastix congdoni är en mångfotingart som beskrevs av Hoffman 2005. Emphysemastix congdoni ingår i släktet Emphysemastix och familjen Gomphodesmidae. Inga underarter finns listade i Catalogue of Life.